# Lunga (řeka na Guadalcanalu)

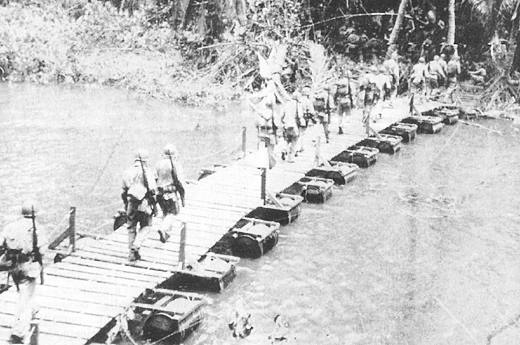
Patrola US Marine přechází pontonový most přes řeku v září nebo říjnu roku 1942

Lunga je řeka na Šalomounových ostrovech. Nachází se na ostrově Guadalcanal. Měří něco kolem 120 km na délku, teče z jihu (z hornatých oblastí uprostřed ostrova) na severní pobřeží. Protéká po východním okraji Honiary, hlavního města Šalomounových ostrovů, asi 8 km od centra a odděluje ji od Hendersonova mezinárodního. Letiště spojuje s městem most, po němž vede do centra dálnice Kukum.